# Anton Speer
Anton Speer  (* 12. Juli 1958) ist ein bayerischer Kommunalpolitiker (Freie Wähler). Er ist seit 1. Mai 2014 Landrat des Landkreises Garmisch-Partenkirchen.

## Leben
Vor seiner Wahl zum Landrat war Speer Vertriebsleiter der Schaukäserei Ettal und Landwirt im Nebenerwerb. In früheren Jahren war er nebenbei als Hochzeitslader tätig.
Jeweils im Ehrenamt war er 2. Bürgermeister der Gemeinde Unterammergau, Richter und Mitglied des Kreistages Garmisch-Partenkirchen.

## Politik
In der Amtszeit 2008 bis 2014 war Speer durch ein Bündnis aus CSU und den „Freien Wählern der Landgemeinden“ zum Stellvertreter von Landrat Harald Kühn gewählt worden. Nachdem Kühn am 15. September 2013 in den Bayerischen Landtag gewählt wurde, führte Speer ab 7. Oktober 2013 die Geschäfte bis zum Ende der Amtszeit. Am 30. März 2014 setzte er sich in der Stichwahl um das Amt des Landrates mit 60,14 % gegen den Bewerber der CSU durch. Bei der Kommunalwahl am 15. März 2020 wurde er bei zwei Mitbewerbern mit 78,7 % wieder gewählt.

## Privates
Speer ist verheiratet und hat zwei erwachsene Kinder.